# Jessica Iskandar
Jessica Iskandar (Giacarta, 29 gennaio 1988) è un'attrice indonesiana.

## Biografia
Jessica ha iniziato la sua carriera come modella frequentando la scuola per modelle John Casablanca. La sua prima apparizione cinematografice è nel film Dealova del 2005 seguito da un'interpretazione nel film malese, Diva nel 2007. 
Di seguito alcuni ruoli in soap opera. Dal 2011 al 2013 lavora come presentatrice nella trasmissione "Dahsyat" sul canale indonesiano RCTI.

## Vita personale
Nel 2013 sposa il cittadino tedesco Ludwig Franz Willibald Maria Joseph Leonard Erbgraf Von Waldburg Wolfegg Waldsee dal quale ha un figlio nel luglio del 2014. La coppia divorzia nell'ottobre del 2015.

## Filmografia

### Cinema
- Dealova (2005)
- Diva (2007)
- Coblos Cinta (2008)
- Nazar (2009)
- Istri Bo'ongan (2010)
- Kung Fu Pocong Perawa (2012)